# Infraestructura de Guadalajara
La ciudad de Guadalajara en el estado mexicano de Jalisco, cuenta con una de las más modernas infraestructuras en el país. Sin embargo el constante paso de diversos poderes gubernamentales con diferentes visiones de desarrollo y la falta de apoyo de los mismos ante los proyectos de cabildos anteriores aunado al crecimiento acelerado de la ciudad, hicieron desordenada la planificación urbana y la demanda de infraestructura creció más rápido que los proyectos, atrasando por varios años el desarrollo en infraestructura.
El equipamiento de la ciudad en servicios básicos aunque es completo, se requiere de renovar en aspectos tan vitales como el sistema de agua y el sistema de drenaje y alcantarillado.
La Zona metropolitana de Guadalajara, cuenta con más de 5 millones de habitantes, por lo que es necesario contar con un sistema de transporte público colectivo tanto masivo como convencional, para satisfacer las necesidades de la ciudad, formado por diversos sistemas de transporte, tanto Gubernamentales, Federales, Estatales, Municipales, iniciativa privada, hasta medios sin autorización oficial.
Guadalajara cuenta con dos terminales para autobuses una de ellas es de las más grandes dentro de la República Mexicana. Se trata de la Nueva Central para Autobuses. Ahí entran y salen autobuses de Turistar, Transportes Chihuahuenses, Futura, Línea Azul, Autobuses Americanos, Estrella Blanca, ETN, y de otras líneas más.
La ciudad cuenta con quince pasos a desnivel, siete nodos viales, nueve pisos elevados y más de once viaductos distribuidos en la zona metropolitana. La Zona metropolitana de Guadalajara cuenta con cuatro salidas principales, estas unen las zonas centro, norte, noreste y la costa del pacífico del país. Otras salidas son las carreteras principales y secundarias, que por lo general unen poblados cercanos a la ciudad, hay cuatro salidas de este tipo.
La región cuenta con el Aeropuerto Internacional de Guadalajara “Miguel Hidalgo”, ubicado en el municipio de Tlajomulco de Zúñiga, a 15 km de la ciudad. Esta terminal aérea, cuenta con una superficie de 1481 hectáreas, la cual cuenta también con dos pistas, la primera con número 10-28, tiene 4000 metros de largo por 60 de ancho, y la segunda, cuyo número es de 220, tiene 1770 de largo por 35 de ancho. Mantiene una amplia red de comunicación Nacional e Internacional desde distintos lugares de México, Estados Unidos y Sudamérica.

## Medios de comunicación
Cuenta con sistemas para la recepción y emisión de señal de televisión. Así como con la infraestructura para empresas privadas y públicas.
En cuanto a la radio (50 emisoras), además de las emisiones informativas, también existen emisoras dedicadas especialmente al deporte. Las emisoras de música predominan en su totalidad en las dos bandas emisoras.
El periódico de mayor antigüedad en la ciudad es "El Informador", fundado en el año 1917 por la familia Álvarez del Castillo y que actualmente sigue circulando y es el más tradicional en el estado. Actualmente circulan aproximadamente 40.000 ejemplares diarios.
"La Prensa Jalisco" fue fundado el 30 de junio de 1999 siendo su director fundador Modesto Barros González. Su contenido preferencialmente policíaco, con 12 p. de Jalisco y el resto información procedente de la capital de la República, donde LA PRENSA viene a ser uno de los diarios de mayor circulación y claro, tema policíaco. 
Dos años después, el 26 de junio de 2001, por políticas administrativas de la Organización Editorial Mexicana (OEM), a la que pertenece LA PRENSA Jalisco, desapareció la dirección del periódico y se constituyó la Subdirección que ocupa el licenciado Rodolfo Chávez Calderón. Este diario actualmente tiene una circulación de 30 mil ejemplares, aproximadamente.

### Medios de comunicación interpersonal
Cuenta con el sistema de correos mexicanos, operado por el gobierno federal.
Actualmente existen 29 administraciones vigentes en Guadalajara.
- Administración General de Correos (1)
- Administraciones en Guadalajara (26)
- Administraciones para el uso de la Zona Metropolitana de Guadalajara (3)

Cuenta con una amplia gama de oficinas federales, para el intercambio de información vía telégrafo.
Cuenta actualmente con 11 oficinas para el envío y recepción de telégrafos, distribuidos en toda Guadalajara.
La función primordial de estas administraciones es: giros postales, reembolsos, seguros postales, estampillas y envíos nacionales e internacionales.
- Administración General de Telégrafos (1)
- Administraciones en Guadalajara (7)
- Administraciones para el uso de la Zona Metropolitana de Guadalajara (3)

## Transporte

### Tren Eléctrico Urbano de Guadalajara

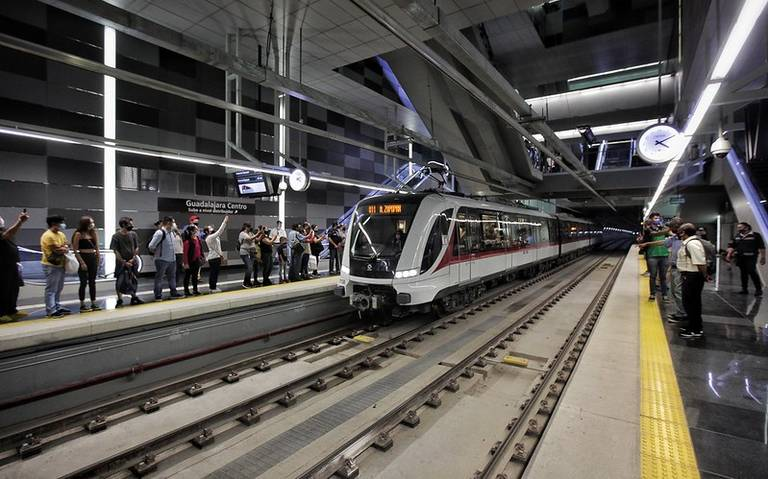
Línea 3 del Tren Ligero de Guadalajara, la más reciente.

El Sistema de Tren Eléctrico Urbano (abreviado a SITEUR), también denominado Mi Tren y conocido coloquialmente como Tren Ligero o el Tren, es un sistema de ferrocarril metropolitano que presta servicio al área metropolitana de Guadalajara en Jalisco, México.

### Ferrocarril Mexicano
Grupo México Transportes (GMXT), anteriormente conocida como Ferromex, es una de las divisiones de transportes del conglomerado mexicano Grupo México. Fue fundada en el año 1998 y su sede central se encuentra en la Ciudad de México.

### Autobuses

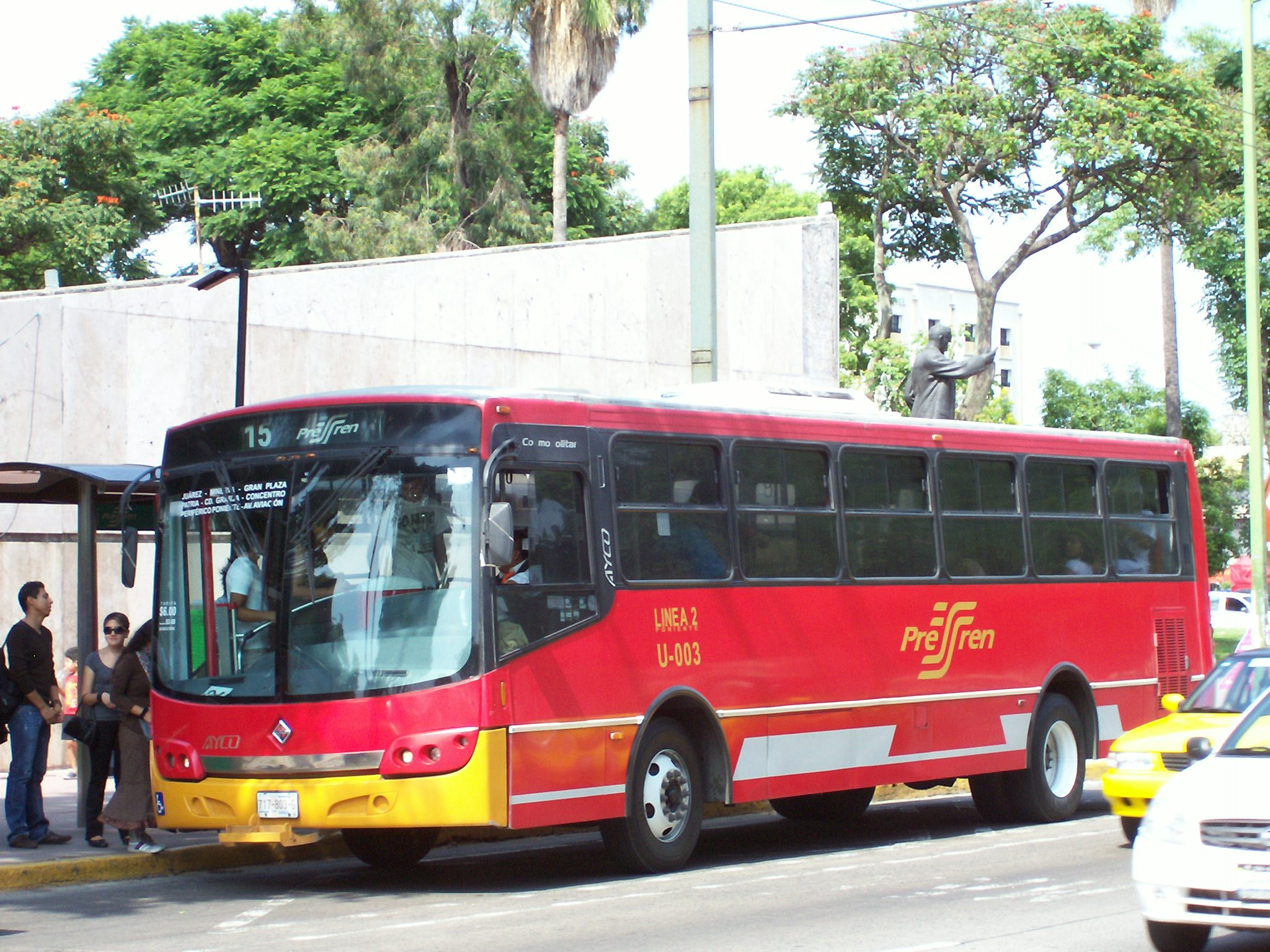
Unidad de Pre-Tren en la parada Juárez 2 en la estación Juárez 2 del Tren Eléctrico.

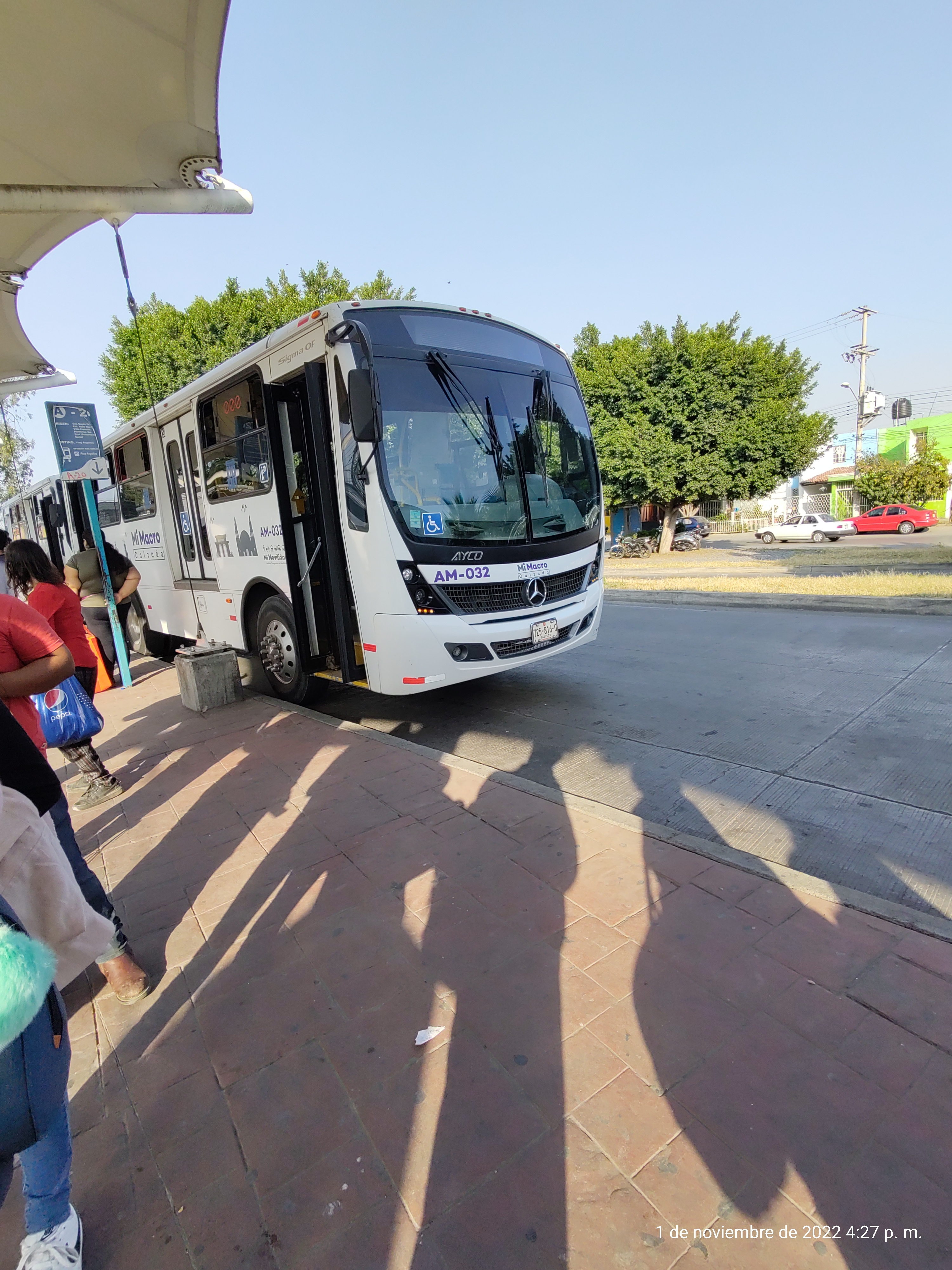
Una unidad del servicio alimentador de Mi Macro Calzada.

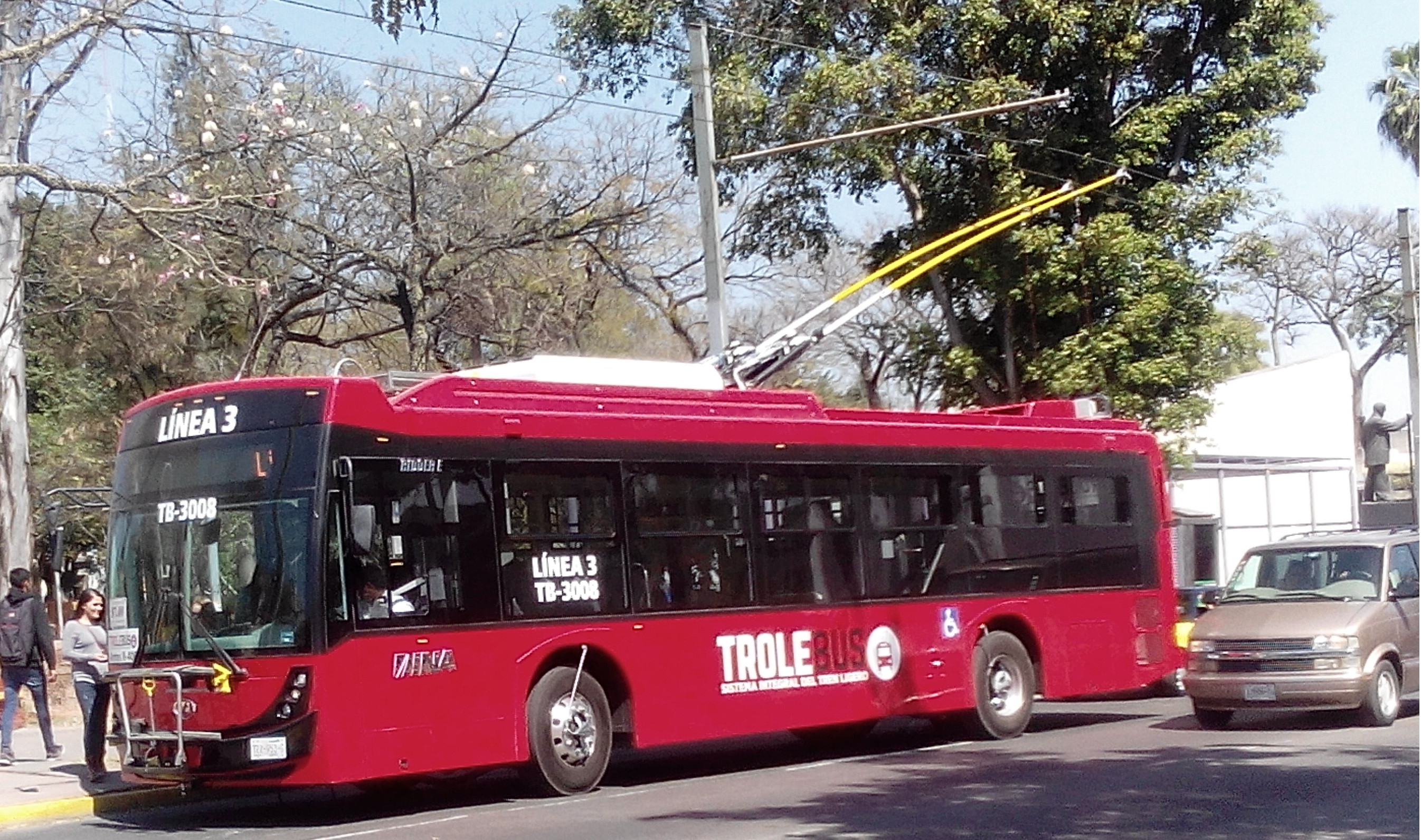
Una unidad del servicio del trolebús.

Autobús de tránsito rápido
Mi Macro es un sistema de autobús de tránsito rápido (BRT) que opera en el área metropolitana de Guadalajara. Actualmente cuenta con 2 líneas, cada una con el nombre de la avenida por la cual circula, así como un color distintivo.
La línea 1, Mi Macro Calzada, inaugurada en el año 2009 con 16 kilómetros y 27 estaciones, atraviesa la Calzada Independencia y corre desde Mirador hasta Fray Angélico. Su color distintivo es el azul turquesa.
La línea 2, Mi Macro Periférico, inaugurada el 30 de enero de 2022, cuenta con 49 kilómetros de extensión y 46 estaciones. Transita por gran parte del Anillo periférico, desde estación "Los Conejos" hasta Carretera a Chapala, y su color distintivo es el morado.
SITREN
Trolebús de Guadalajara
El Trolebús de Guadalajara es un sistema de transporte mediante autobuses eléctricos que presta servicio en la ciudad de Guadalajara, Jalisco (México).

### Carreteras
Por su situación geográfica, Guadalajara es un importante nudo de comunicación con otras ciudades.
- Guadalajara - Nogales, que permite la comunicación hacia las capitales de los Estados de la frontera Norte del país y con los puertos del Pacífico.
- Guadalajara - Colima - Manzanillo, integra al puerto de Manzanillo, que es un importante puerto de altura, al igual que a la ciudad de Colima, Col.
- Guadalajara - México, que conecta al Estado con el Centro y Sureste del país.
- Guadalajara - Lagos de Moreno - Aguascalientes, conecta con San Luis Potosí, lo que permite una comunicación fluida hacia los Estados del Noreste del país.

La distancia entre las principales ciudades del país y la Zona Metropolitana de Guadalajara es la siguiente:
| - Nuevo Laredo 1.013 km - Saltillo 689 km - Aguascalientes 225 km - México, D.F. 580 km - Manzanillo 299 km - Tampico 750 km | - Nogales 1.715 km - Barra de Navidad 295 km - Ciudad Juárez 1.520 km - Tepic 227 km - Lagos de Moreno 175 km |  |

### Aeropuerto Internacional de Guadalajara
El Aeropuerto Internacional de Guadalajara (Código IATA: GDL - Código OACI: MMGL - Código DGAC: GDL) oficialmente Aeropuerto Internacional Miguel Hidalgo y Costilla es la terminal aérea que presta servicio a Guadalajara y su zona conurbada. Fue inaugurado en 1966 y se localiza en el municipio de Tlajomulco de Zúñiga, a 16 kilómetros del centro de la ciudad de Guadalajara, Jalisco. Recibe su nombre en honor al prócer de la Independencia de México, el sacerdote y militar Miguel Hidalgo y Costilla.
En 2023 la terminal transportó cerca de 18 millones de pasajeros, situándose como el tercer aeropuerto más transitado del país, sólo después del Aeropuerto Internacional de la Ciudad de México y del Aeropuerto Internacional de Cancún, y el noveno con mayor movimiento de pasajeros en América Latina. En términos de carga aérea la terminal es la tercera más utilizada del país, por detrás de los dos aeropuertos de la Ciudad de México transportando más de 165 mil toneladas por año hacia Norteamérica, Sudamérica, Europa, Medio Oriente y Asia.

## Sistema de servicios públicos
Cuenta actualmente con una extensa gama de servicios públicos dedicados a la ciudadanía. La mayoría son solventados por el gobierno estadual de Jalisco, y otros por la iniciativa privada.
Servicios de seguridad
La Secretaría de Seguridad Pública (SSP) es una dependencia directa del gobierno federal. Actualmente Guadalajara cuenta con su propia dependencia de seguridad pública subsidiaria de la secretaría estatal de seguridad pública. La misión de la SSP de Guadalajara es salvaguardar la integridad y derechos de los habitantes y visitantes, instituciones públicas, privadas y organizaciones de la sociedad civil del municipio de Guadalajara, así como preservar las libertades, el orden y la paz públicos mediante la disuasión y prevención de delitos e infracciones con la inteligencia policial, dentro de los principios de legalidad, eficiencia, profesionalismo y honradez en la actuación de los integrantes de la dirección general de seguridad pública.
Guardabosques
La Unidad de Vigilancia de Áreas Verdes y Centros Deportivos, comúnmente conocidos como Guardabosques, es una subdependencia de la SSP, y es la encargada de mantener la vigilancia en parques, bosques y áreas verdes. Su primordial labor es de vigilancia, protección de flora y fauna, saneamiento, reforestación y control forestal. En materia de Educación Ambiental, Guardabosques a estructurado varios recorridos guiados, denominados Rutas Ecológicas, en el Bosque Los Colomos y en la Barranca Oblatos-Huentitán, impulsando a los grupos escolares desde primaria hasta profesional, a obtener mayor conciencia sobre la protección de los recursos naturales.
Servicios de Bomberos
La dirección de bomberos es una dependencia a cargo del gobierno Municipal, considerada una de las más importantes dependencias en el sistema de emergencias de Guadalajara. La dirección de bomberos de Guadalajara cuenta con 5 estaciones, más 5 bases alfa, que monitorean solo la Zona metropolitana de Guadalajara. También cuentan, bajo la dirección de bomberos de Guadalajara, con un escuadrón canino para el rescate de víctimas, en accidentes. Dicho escuadrón está capacitado para la búsqueda de víctimas, personas extraviadas y aparatos explosivos, además de intervenir en rescate acuático.
Así mismo se realizan labores de prevención y supervisión a través de la Dirección técnica de Inspección y el Departamento de Capacitación que proveen de información y asesoría a la población en general a través de programas establecidos y sobre la base de necesidades.
Por otra parte, desdee 1995 el departamento de bomberos cambió por Dirección y en 1997 la dirección de la Unidad Municipal de Protección Civil (PC) recae en el director de Bomberos. La PC es un sistema de emergencias, que está coordinado por la dirección general de bomberos de Guadalajara.
Sistema de emergencias
Cuenta con un sistema de emergencias, así como un centro local para el control, comunicación y distribución de las emergencias. También cuenta con un número de emergencias 066. Marcando este número desde cualquier teléfono local, público, móvil, contestará una operadora y se encargará de ofrecer una ayuda telefónica. también 911 el número Nacional de emergencias.

## Servicios de salud
| Hospitales | Clínicas | Casas de Salud | Institutos | Centros particulares | Unidades de Salud |
| ---------- | -------- | -------------- | ---------- | -------------------- | ----------------- |
| 5          | 2        | -              | 5          | 53                   | 14                |

El tema de salud es atendido por la Secretaría de Salud del gobierno estatal, el Instituto Mexicano del Seguro Social (IMSS), el Instituto de Seguridad y Servicios Sociales de los Trabajadores del Estado (ISSSTE), el Hospital Civil, la Cruz Verde, la Cruz Roja Mexicana, además de un gran número de clínicas y hospitales particulares, así como gabinetes de radiodiagnóstico.
El bienestar social es atendido en sus diferentes vertientes por el Sistema para el Desarrollo Integral de la Familia (DIF), a través del Comité Municipal y algunos otros organismos asistenciales públicos y privados.
Actualmente se cuenta con una extensa red de servicios de salud, tanto públicos como privados. 79 es el número de clínicas, hospitales, sanatorios y unidades médicas que se encuentran actualmente en Guadalajara.

#### Programa D.A.R.E
El gobierno del estado de Jalisco, y La municipalidad del gobierno de Guadalajara, juntos implementan el programa universal para el abuso de drogas y uso de armas dentro de la niñez.
El presente Programa constituye un esfuerzo conjunto de la Dirección General de Seguridad Pública de Guadalajara, la sociedad y el sector educativo en pro de una niñez sana en la ciudad.
Con el Programa Internacional D.A.R.E se tratará de enfrentar este grave problema que aqueja a la sociedad tapatía, contribuyendo con estrategias y dinámicas acordes a nuestra realidad social.
- Existen 34 Oficiales D.A.R.E.
- Se inició el programa en el año 2000 con un solo Oficial,
- Y que a la fecha con sus 34 Oficiales ha graduado a más de 52.000 alumnos en 7 graduaciones masivas llevadas a cabo en el estadio Jalisco y en la Plaza de Toros Nuevo Progreso.

- En 2005, D.A.R.E. Guadalajara atiende a:
- Preescolar: 10 Grupos dando un total de 874 alumnos.
- Primarias: 337 Grupos dando un total de 10826 alumnos.
- Medias: 38 Grupos dando un total de 1713 alumnos.
- Educación Especial: 2 Grupos dando un total de 49 alumnos.

## Servicios de Aguas
En el municipio hay 28 fuentes de abastecimiento de agua, 25 de ellas son pozos profundos y 3 son manantiales, en total se sacan por día 38.000 m³ en total, de los cuales 16.000 m³ son de pozos profundos y 22.000 m³ son de manantiales. 
Hay una planta potabilizadora de agua, con capacidad de 9 mil litros por segundo y que da un volumen de 33 millones de m³.

## Gestión de residuos domésticos
En gestión de residuos domésticos, en total se recogen 533,5 mil toneladas de basura y hay 285 vehículos recolectores.